# USS Lionfish (SS-298)
Za druga plovila z istim imenom glejte USS Lionfish.
USS Lionfish (SS-298) je bila jurišna podmornica razreda balao v sestavi Vojne mornarice Združenih držav Amerike.